# Инкарнација (филм)
„Инкарнација“ је српски филм из 2016 године, дебитантско остварење редитеља Филипа Ковачевића, који је написао и сценарио заједно са Машом Сеничић и Иваном Станчићем.
"Инкарнација" је интелигентни психолошки трилер са енергичним акционим сценама, импресивном фотографијом и динамичном радњом која се не зауставља.
Филм је премијерно приказан на Филмском фестивалу „Cinema city“ у Новом Саду 28. јуна 2016. године.

## Радња
Ово је прича о човеку који се буди на тргу непознатог града, изнова и изнова. Сваки покушај да побегне четворици маскираних убица завршава се његовом смрћу. Кроз непрекидну потеру покушава да открије свој идентитет и сазна ко му је сместио убиство.

## Улоге
| Глумац            | Улога             |
| ----------------- | ----------------- |
| Стојан Ђорђевић   | Човек             |
| Дејан Цицмиловић  | Научник           |
| Тихомир Станић    | Инспектор         |
| Жарко Степанов    | Доктор            |
| Дача Видосављевић | Убица 1           |
| Стен Зендор       | Убица 2           |
| Вања Ненадић      | Покрадена девојка |